# BSA A65-serie
De BSA A65-serie was een serie 650cc-motorfietsen die het Britse merk BSA uit Birmingham produceerde van 1962 tot 1972.

## Voorgeschiedenis
Vlak voor de Tweede Wereldoorlog presenteerde Triumph haar Triumph Speed Twin, een 500cc-paralleltwin. Voor de hoofdconstructeur van BSA, Valentine Page, betekende dit dat hij met spoed ook een paralleltwin moest gaan maken. In 1939 vertrok Page naar Ariel, maar toen waren de tekeningen van deze machine al klaar. Tijdens de oorlog werkten Herbert Parker en David Munro eraan verder en werden ook enkele prototypen gemaakt. Na de oorlog presenteerde BSA al in 1947 de BSA A7, een paralleltwin met als typische eigenschap dat ze slechts één nokkenas had die achter de cilinders lag en waar alle vier de stoterstangen bediend werden. Dat had als voordeel dat de voorkant van het cilinderblok helemaal vrij was en volledig gekoeld werd. In 1948 kwam een oud-leerling van Page, Bert Hopwood van Norton naar BSA en hij ontwikkelde de 650cc-BSA A10 en hij begon ook meteen de A7 te verbeteren. De basis bleef echter gelijk: een staande paralleltwin met de nokkenas en de stoterstangen achter de cilinder en met een losse (pre unit) versnellingsbak. Eind 1961 bestond de A10-serie uit een toermodel en een sportmodel, de 35pk-A10 Golden Flash en de 46pk-A10R Super Rocket en voor de Amerikaanse (Desert Race) markt de 43pk-A10S Spitfire Scrambler. Deze machines hadden een boring van 70 mm, een slag van 84 mm en een cilinderinhoud van 646,5 cc.
| Voorganger BSA A10R Super Rocket uit 1961. |
| Het blok van de A10-serie. In het distributiecarter liep een kettinkje naar voren om de dynamo aan te drijven en een tandwieltrein naar achteren om de ontstekingsmagneet aan te drijven. De versnellingsbak zat nog apart. |
| Het veel "strakkere" A65-blok met geïntegreerde (unit construction) versnellingsbak |
| De A65 Star had nog diepe spatborden en een koplampnacelle |
| BSA A65R Rocket uit 1964 |

### Lucas Industries
De belangrijkste toeleveranciers voor BSA waren eveneens in Birmingham gevestigd: Amalgamated Carburetters Ltd. (Amal) voor de carburateurs en Lucas Industries voor de elektrische installatie en de ontsteking. Lucas verzorgde vrijwel alle Britse merken met magneet/dynamo-systemen, maar schakelde eind jaren vijftig over op wisselstroomdynamo's met een accu-bobine-ontsteking. Dat betekende dat alle motorblokken opnieuw ontworpen moesten worden. BSA verving daarop de 350cc-B31 door de B40 en nam de 350- en 500cc-BSA Gold Star-serie uit haar programma, evenals de 500cc-eencilinder B33. De 250cc-C12 werd vervangen door de C15. Met de komst van de A65 Star kwam er wel nog een geheel nieuwe A10, de A10RGS Rocket Gold Star met het frame van de "echte" DBD34GS Gold Star Clubman die 46 pk leverde en de periode moest overbruggen tot de komst van A65 Thunderbolt Rocket en Lightning Rocket-sportmodellen.

## BSA A65 Star (1962-1965)
Bob Fearon, algemeen directeur van BSA, besloot van de gelegenheid gebruik te maken om ook de A7 en de A10 helemaal te herzien en de pre-unit en semi-unit motoren te vervangen door unit construction-modellen met geïntegreerde versnellingsbak en het uiterlijk van de machines te moderniseren. Dat was vooral belangrijk voor de Amerikaanse markt. Daar was een enorme concurrentiestrijd gaande tussen de Britse merken omdat Harley-Davidson de sportieve rijders niet bediende. Onder leiding van het hoofd van de ontwikkelingsafdeling Bert Perrigo werden de unit construction "Unit Twins" ontwikkeld. De nieuwe BSA A65 Star werd een onmiddellijk succes in het Verenigd Koninkrijk, maar ook in Australië en de Verenigde Staten. De machine werd ook wel BSA A65 Star Twin genoemd. Het 500cc-zustermodel A50 Star was op de kleur na nagenoeg identiek. Het motorblok was alleen te herkennen aan het andere luchtfilter vanwege de kleinere carburateur. De BSA A65 Star was de opvolger van de BSA A10 Golden Flash. Ze werd op haar beurt in 1966 vervangen door de BSA A65T Thunderbolt.

### Uitrusting
De eerste A65 Stars werden nog geleverd met de diepe, U-vormige spatborden. De olietank was in rubber opgehangen aan de rechterkant onder het zadel en achter deze tank zat binnen de lus van het achterframe ook nog het kastje voor het boordgereedschap. Dat was echter zo klein dat de fabrieksarbeiders er weliswaar het gereedschap in wisten te persen, maar als de klant het gereedschap eenmaal gebruikt had was het vrijwel onmogelijk het weer terug te plaatsen. Extra gereedschap meenemen was helemaal niet mogelijk. Whitewallbanden waren weliswaar leverbaar, maar vonden weinig aftrek. De 6 volt-accu zat links onder het zadel. Zowel de tank, het gereedschapskastje als de accu waren afgedekt met plaatstalen deksels die met een enkele bajonetsluiting vast zaten. Zij verborgen ook de carburateur en het luchtfilter en waren voorzien van een vleugelvormig "BSA"-logo. De machine had een 4 gallon (18,2 liter) tank die in rubber was opgehangen. Er waren twee benzinekranen, zodat de tank kon worden afgenomen zonder een compensatieslangetje los te maken. Op de verchroomde zijkanten zaten rubber knee grips en peervormige BSA-logo's. De machine had twee deegroluitlaten die laag naast het achterwiel lagen. Het kettingscherm was vrij diep, maar tegen meerprijs konden klanten ook een volledig gesloten kettingkast bestellen. De koplamp zat in een nacelle en bevatte de ampèremeter, de snelheidsmeter, de lichtschakelaar en de contactschakelaar. Op het stuur zat de claxonknop gecombineerd met de groot/dimlichtschakelaar. De spatborden, zijschilden en tank waren in de hoofdkleur gespoten. De A65 Star werd geleverd in "Nutley Blue". Dat verwees waarschijnlijk naar het kleine plaatsje Nutley in de staat New Jersey, waar de BSA-importeur voor de Amerikaanse oostkust, BSA Incorporated, was gevestigd. Als optie kon de machine worden geleverd in "Flamboyant Red". De flanken van de tank waren verchroomd. De velgen waren volledig verchroomd en frame, achtervork en koplampnacelle waren zwart. Door de bolle tank en bij latere modellen ook de bolle zijdeksels (klanten konden vanaf 1964 kiezen voor een 12 volt-installatie die een extra accu vereiste, die achter dit bollere deksel ruimte vond) leek de machine nogal mollig, maar feitelijk was ze 14 kg lichter dan een A10. De A65 Star kon worden uitgerust met beenschilden, een handgreep voor de duopassagier en valbeugels.

### Motor
De motor was een dwarsgeplaatste, luchtgekoelde staande paralleltwin met slechts één nokkenas achter het cilinderblok, waar alle (vier) stoterstangen werden bediend. De nokkenas werd aangedreven door een tandwieltrein. De stoterstangen stuurden via tuimelaars de vier kleppen aan. De boring bedroeg 75 mm, de slag 74 mm. Daarmee was de slag veel korter dan die van de A10, maar het maakte het mogelijk om de 500cc-A50 Star op hetzelfde carter te bouwen, met dezelfde slag maar met een boring van 75 mm. Het aluminium carter was volgens Brits gebruik verticaal gedeeld. Ook het cilinderblok en de cilinderkop waren van gegoten aluminium. De motor had een dry-sump-smeersysteem met de olietank rechts onder het zadel. De krukas was uit een stuk gesmeed met een centraal vliegwiel in het midden. De drijfstangen waren van aluminium en hadden glijlagers voor het big-en en busjes voor het small-end. De krukas had een glijlager aan de rechterkant en een rollager aan de linkerkant. Dat rechter glijlager gaf aanvankelijk problemen omdat het snel sleet waardoor oliedrukverlies ontstond. Dat probleem leek in 1965 opgelost door een rollager in te bouwen, maar dat lager kon de zijdelingse krachten van de krukas niet opvangen, verhinderde de oliestroom en veroorzaakte soms zelfs vastlopers. Het cilinderblok bestond uit één stuk, net als de kop, die zelfs bij beide modellen gelijk was m.u.v. de klepdiameter. Het inlaatspruitstuk was niet meegegoten, maar apart bevestigd zodat het vervangen kon worden (voor het verschil tussen beide modellen maar ook om twee carburateurs te monteren). De A65 Star had slechts één Amal-389 Monobloc 28,5mm-carburateur. De ontsteking werd verzorgd door een 6 volt-accu-bobinesysteem met de onderbreker rechts achter een inspectiedekseltje op het carterdeksel. De compressieverhouding bedroeg aanvankelijk 7,25:1, maar werd in 1963 verhoogd tot 7,5:1. Klanten met een voorkeur voor sportief rijden konden ook hoge compressie-zuigers bestellen, waardoor de compressieverhouding op 9:1 kwam. 

### Transmissie
Op de linkerkant van de krukas zat een tandwiel dat via een triplexketting met automatische kettingspanner de meervoudige droge plaatkoppeling aandreef. In het hart van de koppeling zat een transmissiedemper. Naast het voorste tandwiel zat de Lucas-dynamo. De hele primaire aandrijving zat achter een geschroefd aluminium deksel. De machine had nu een unit construction-vierversnellingsbak met kickstarter, die nog niet inklapbaar was. Het schakelpedaal zat - zoals op alle Britse motorfietsen - rechts. Ondanks de unit construction had de versnellingsbak zijn eigen smering, los van de motor. De snelheidsmeter was aangesloten op de versnellingsbak. 

### Rijwielgedeelte
Het frame was een volledig gelast dubbel wiegframe. Ook het achterframe, dat het zadel en de bevestigingen voor de schokdempers droeg, was aan het hoofdframe vastgelast. De buitenliggende veren van de telescoopvork werden afgedekt door metalen hulzen die vanaf de koplampnacelle naar beneden liepen. Bij de latere modellen werden deze vervangen door rubber gaiters. Achter zat een in rubber silent blocks opgehangen swingarm met twee veer/demperelementen. De voorvork had een frictie-stuurdemper. De machine had volle naaf-trommelremmen, 8 inch voor en 7 inch achter. Beide remmen werden aanvankelijk aangestuurd door een bowdenkabel, maar toen die bij de achterrem rek vertoonde werd hij daar vervangen door een stangenstelsel. Beide wielen hadden 18 inch velgen.

## BSA A65 Police
In 1964 en 1965 werden zowel van de A50 Star als de A65 Star politie-uitvoeringen gebouwd. Ze waren voorzien van een eenpersoons-zadel en een volledige Avon-toerkuip. 

## BSA A65R Rocket (1964-1965)
De A65R Rocket verscheen in 1964. De compressieverhouding van 9:1 was standaard en de machine had een twee-in-een-uitlaat. Bovendien was de kickstarter inklapbaar. De klant kon een toerenteller bestellen, maar moest dat vooraf doen omdat in de fabriek een extra asje aan de oliepompaandrijving moest worden gezet. Verder week de A65R Rocket niet veel af van de A65 Star. Zo had ze nog steeds slechts één carburateur en frame, wielen, remmen, zadel, tank en zijdeksels waren gelijk. De metalen hulzen over de voorvorkveren werden vervangen door rubber gaiters en de koplampnacelle verviel. De ampèremeter en de licht- en contactschakelaar zaten nog steeds op het koplamphuis, maar de snelheidsmeter verhuisde naar het stuur. De hoofdkleur was Flamboyant Red en kon met dezelfde opties (beenschilden, duo-handgreep en valbeugels) als de A65 Star worden geleverd. 

## BSA A65SH Spitfire Hornet (1964-1965)
De A65SH Spitfire Hornet was een terreinmotor, het zustermodel van de 500cc-BSA A50CC Cyclone Competition en de opvolger van de A10S Spitfire Scrambler. Dit waren de machines die niet speciaal voor de Verenigde Staten gebouwd waren, maar daar wel zeer gewild waren, met name bij de Westkust-importeur Hap Alzina in Oakland (Californië), wiens klanten ze inzetten in desert races in Mexico en in de Mojavewoestijn. De West Coast-modellen kregen lage uitlaten, de East Coast-modellen swept back pipes. De machine kreeg een toerenteller en een compressieverhouding van 9:1, maar snelle rijders konden hogere compressie-zuigers bestellen waardoor die zelfs op 11:1 kwam. De voorband werd iets breder en de 9,1liter-tank was van fiberglas gemaakt. De klant kon optioneel een close ratio-versnellingsbak bestellen, maar ook verschillende tandwielsets voor de secundaire aandrijving. De machine werd geleverd in Mandarin Red. 

## BSA A65T/R Thunderbold Rocket (1964) / BSA A65L/R Lightning Rocket (1964-1965)
| BSA A65L/R Lightning Rocket met het hoge, Amerikaanse stuur             |
| De BSA A65LC Lightning Clubman was metallic goud met veel chroom        |
| BSA A65T Thunderbolt uit 1967                                           |
| De A65H Hornet voor de Amerikaanse Westkust had hooggplaatste uitlaten. |

De BSA A65T/R Thunderbolt Rocket en de BSA A65L/R Lightning Rocket verschenen ook in 1964 en waren juist wel voor de Verenigde Staten bedoeld. Ze hadden allebei het in Amerika populaire hogere stuur. De Thunderbolt leek erg veel op de A65R Rocket. Ze had dezelfde motor met slechts één carburateur, dezelfde wielen en banden, losse koplamp en voorvork met gaiters. Het voorspatbord was iets ronder, maar wel verchroomd en de klant kon kiezen tussen een 9,1- of een 18,2liter-tank. De Lightning had de motor van de A65SH Spitfire Hornet, met twee carburateurs en de wielen hadden 19inch-velgen. Bij beide modellen kon de klant optioneel een close ratio-versnellingsbak bestellen, maar ook verschillende tandwielsets voor de secundaire aandrijving. De Thunderbolt Rocket ging al na een jaar uit productie omdat klanten veel liever de Lightning Rocket met twee carburateurs kochten. 

## BSA A65L Lightning (1965-1972) / A65LC Lightning Clubman (1965)
De BSA A65L Lightning verscheen in 1965 met de sterke motor met twee carburateurs en een twee-in-een-uitlaat. De machine was afgewerkt in metallic goud met veel chroom, waaronder de koplamp en had standaard een toerenteller. Het zustermodel A65LC Lightning Clubman was voor productieraces bedoeld en had daarom een close ratio-versnellingsbak, een sportstuur en een licht getrapt duozadel. De accessoirelijst was lang, waaronder een stroomlijnkuip, een 22,7liter-tank van aluminium of van fiberglas en voor het voorwiel de 190mm-trommelrem van de oude DBD34GS Gold Star Clubman. De A65L Lightning bleef tot 1972 in productie. De A65LC Lightning Clubman werd in 1966 opgevolgd door de A65S Spitfire MkII.

## 1965-1966
In 1965 leverde BSA niet minder dan 11 typen van de paralleltwins, de 500cc-A50 Star, A50C Cyclone, A50CC Cylone Competition en A50CC Cylone Clubman en de 650cc-A65 Star, A65L Lightning, A65L/R Lightning Rocket, A65LC Lightning Clubman, A65R Rocket en A65SH Spitfire Hornet. In 1966 werd het aanbod drastisch ingeperkt tot slechts zes modellen: de 500cc-A50R Royal Star en A50W Wasp en de 650cc-A65L Lightning, A65H Hornet, A65S Spitfire en A65T Thunderbolt.
In 1966 kregen alle modellen een 12 volt-elektrische installatie.

## BSA A65T Thunderbolt (1966-1972)
De BSA A65T Thunderbolt was de opvolger van de A65 Star en zou tot 1972 in productie blijven. Ze had nu een compressieverhouding van 9:1, een 12 volt-elektrische installatie en een 13,6 liter-benzinetank met peervormige logo's.

## BSA A65S Spitfire (1966-1968)

### BSA A65S Spitfire MkII (1966)
Bij zijn introductie kreeg de A65S Spitfire vreemd genoeg al de naam A65S Spitfire MkII. Hij werd in de Verenigde Staten gepresenteerd als sporttoerer met een (daar gebruikelijk) hoog stuur, maar was zo sportief uitgevoerd dat hij in het VK als clubmanracer de opvolger was van de A65LC Lightning Clubman. De compressieverhouding was verhoogd naar 10,5:1 en de machine had twee Amal GP 29,4mm-carburateurs met velocity stacks, maar met een enkele gezamenlijke vlotterkamer. Die carburateurs waren weliswaar zeer sportief, maar leverden maar weinig koppel bij lagere toerentallen en een warme motor aantrappen was zeer moeilijk. Daarom vervingen veel klanten deze carburateurs zelf door Amal Concentrics. De Spitfire Mk II had een fiberglas 22,7liter-tank, maar een veel kleinere tank (8,6 liter) was ook verkrijgbaar. Deze kleine tank was voor de VS bestemd, in navolging van de Harley-Davidson Sportster. De metalen logo's waren vervangen door stickers. De telescoopvork kreeg in- en uitgaande demping en ze had aluminium velgen en de 190mm-trommelrem van de oude DBD34GS Gold Star Clubman, een race-zadel en toerenteller. Ze kreeg een sportief duozadel maar om aan clubmanraces deel te nemen konden klanten ook een enkel zadel en een stroomlijnkuip bestellen. De machine was erg snel, maar bleek ook niet erg betrouwbaar. 

### BSA A65S Spitfire MkIII (1967)
In 1967 veranderde de naam in A65S Spitfire MkIII. Ze kreeg een nieuw kleppendeksel met koelribben. Er kwam een rond deksel aan de linkerkant van het blok zodat de ontsteking met een stroboscoop kon worden afgesteld. De compressieverhouding werd verlaagd tot 10:1 en de dure Amal GP-carburateurs werden vervangen door de goedkopere Amal Concentrics. De kleur Peony Red veranderde in Royal Red. De machine kreeg een grotere 22liter-tank, wat de bereikbaarheid van carburateurs en bougies niet ten goede kwam. 
Tijdens de TT van Man van 1967 werden BSA A65S Spitfire MkIII's ingezet door de travelling marshals.

### BSA A65S Spitfire MkIV (1968)
De A65S Spitfire MkIV van 1968 had opnieuw een lagere compressieverhouding: 9:1. De 190mm-voorrem van de oude Gold Star verviel en werd vervangen door een meer gebruikelijk 8 inch-duplexrem met koelribben. Waarschijnlijk was de reden dat de overproductie van de Gold Star-onderdelen verbruikt was. Na 1968 verdween de Spitfire uit het programma om plaats te maken voor de nieuwe driecilinder BSA A75 Rocket 3.

## BSA A65H Hornet (1966-1967)
De BSA A65H Hornet en de 500cc-A50W Wasp bedienden de crossliefhebbers. De A65H leek nog veel op de A65SH Spitfire Hornet, maar met kleine wijzigingen aan het frame. Ze had een compressieverhouding van 10,5:1 en twee carburateurs. In tegenstelling tot de A50W kreeg ze ongedempte omhooggebogen uitlaten. Ze kreeg ook de kleine 8,6liter-tank. De productie eindigde in 1967. 

## BSA A65FS Firebird Scrambler (1968-1971)
In 1968 werd de A65H Hornet omgedoopt tot BSA A65FS Firebird Scrambler. Zoals vrijwel alle andere modellen kreeg ze nu Amal Concentric-carburateurs, maar als enige kreeg ze juist een hogere compressieverhouding van 10,5:1, die in 1969 weer werd verlaagd naar 9:1. De exportmodellen kregen twee hooggeplaatste uitlaten aan de linkerkant van de machine. Vergeleken met de Hornet was de machine veel minder "crossmotor" en meer gericht op straatgebruik en ze had dezelfde verlichtingsset als de andere modellen. In 1971 werd het uiterlijk geheel gemoderniseerd. De tank werd hoekiger, de zwartgelakte uitlaten zaten links en hoog achter een verchroomd hekje dat als hitteschild diende. Ze kreeg veel onderdelen van de Triump-twins. Het frame was helemaal nieuw en de forse bovenbuis bevatte ook de motorolie, zodat de olietank verviel. De olievuldop zat op een vreemde plaats: bij het zadel, het laagste punt van de buis. Ook de voorvork werd vernieuwd. De machine ging in 1971 uit productie.

## BSA A70L (Lightning 750) (1972)
In 1972 produceerde BSA exact 202 exemplaren van de BSA A70L, die in de Verenigde Staten ook wel BSA Lightning 750 werd genoemd. Hij was bedoeld voor de Amerikaanse "Class C"-races. Die klasse was in 1933 door de American Motorcyclist Association in het leven geroepen en stond open voor streetlegal-motorfietsen. In 1970 was die klasse pas "eerlijk" geworden. Tot dat moment mochten zijklepmotoren 750 cc meten, kopklepmotoren slechts 500 cc. Dat was nadrukkelijk bedoeld om Harley-Davidson te bevoordelen. Haar Harley-Davidson XR 750 had nog een zijklepmotor. Dat betekende dat BSA alleen de eencilinder BSA Gold Star of de tweecilinder A7S Star Twin kon inzetten. Dat was nu dus veranderd. Vanwege de homologatie moesten er 200 machines verkocht worden. Een klein aantal werd in het Verenigd Koninkrijk verkocht, maar het gros ging naar de VS. 200 voor de verkoop, 2 voor de races. De machines waren op 751 cc gebracht door de slag te verlengen tot 85 mm. De compressieverhouding bedroeg 9,5:1. Vanzelfsprekend werden krukas en carter aangepast, maar de machines kregen ook andere zuigers, drijfstangen en vliegwielen. Om het grotere vermogen te verwerken kreeg de machine ook een Triumph-natte plaatkoppeling. 

## BSA T65 Thunderbolt (1973)
De productie van BSA stopte in 1972, maar het merk had nog verplichtingen aan buitenlandse importeurs. Daarom werden in 1972 en 1973 enkele honderden Triumph TR6 Trophy-motorfietsen van een BSA-logo voorzien en verkocht als BSA T65 Thunderbolt.

## Einde productie
In 1971 presenteerden Triumph en BSA eigenlijk voor het eerst samen nieuwe modellen. Hoewel ze allebei tot de BSA-groep hoorden, hadden ze tot dat moment elkaar steeds beconcurreerd. De nieuwe modellen waren ontworpen door het "Group Design Centre" in Umberslade Hall (Warwickshire). Deze ontwerpers hadden weinig affiniteit met motorfietsen en nauwelijks contact met de bouwers in Small Heath (BSA) en Meriden (Triumph). Toen het in 1972 gesloten werd was het leed al geschied. In 1971 waren er nog maar drie BSA-modellen: de A65T Thunderbolt toermachine, de A65L Lightning sportmachine en de A65FS Firebird Scrambler terreinmachine. Sommige van de nieuwe ontwerpen haalden het productiestadium niet eens. Een van de problemen was de veel te grote zadelhoogte, een goed voorbeeld van het ontwerp door niet-motorrijders. De machines kregen eindelijk moderne zaken, zoals richtingaanwijzers, maar de Lucas-schakelaars waren niet ergonomisch op het stuur geplaatst, zoals bij andere merken al gebruikelijk was. Ze waren ook niet naar functie te herkennen. In 1972 ging BSA failliet. Het werd weliswaar opgekocht door Dennis Poore, die Norton-Villiers-Triumph vormde, maar zich concentreerde op Norton en Triumph. In een laatste poging om de zaak te redden werd in 1972 nog een nieuw frame voor de A65L Lightning ontwikkeld, maar tijdens een test op het circuit van de Motor Industry Research Association brak het. 

## Technische gegevens toer / sport
| BSA                    | A65 Star                             | A65 Police                           | A65R Rocket                          | A65T Thunderbolt                                                      | T65 Thunderbolt                      |                                      | A65T/R Thunderbolt Rocket            | A65L/R Lightning Rocket              | A65L Lightning                       | A70L |
| ---------------------- | ------------------------------------ | ------------------------------------ | ------------------------------------ | --------------------------------------------------------------------- | ------------------------------------ | ------------------------------------ | ------------------------------------ | ------------------------------------ | ------------------------------------ | ---- |
| Periode                | 1962-1965                            | 1964-1965                            | 1964-1965                            | 1966-1972                                                             | 1973                                 | 1964                                 | 1964-1965                            | 1965-1972                            | 1972                                 |      |
| Categorie              | Toer                                 | Politie                              | Toer                                 | Toer                                                                  | Toer                                 | Sport                                | Sport                                | Sport                                | Sport                                |      |
| Motortype              | Stoterstangen kopklepmotor           | Stoterstangen kopklepmotor           | Stoterstangen kopklepmotor           | Stoterstangen kopklepmotor                                            | Stoterstangen kopklepmotor           | Stoterstangen kopklepmotor           | Stoterstangen kopklepmotor           | Stoterstangen kopklepmotor           | Stoterstangen kopklepmotor           |      |
| Bouwwijze              | Dwarsgeplaatste staande paralleltwin | Dwarsgeplaatste staande paralleltwin | Dwarsgeplaatste staande paralleltwin | Dwarsgeplaatste staande paralleltwin                                  | Dwarsgeplaatste staande paralleltwin | Dwarsgeplaatste staande paralleltwin | Dwarsgeplaatste staande paralleltwin | Dwarsgeplaatste staande paralleltwin | Dwarsgeplaatste staande paralleltwin |      |
| Koeling                | Lucht                                | Lucht                                | Lucht                                | Lucht                                                                 | Lucht                                | Lucht                                | Lucht                                | Lucht                                | Lucht                                |      |
| Boring                 | 75 mm                                | 75 mm                                | 75 mm                                | 75 mm                                                                 | 71 mm                                | 75 mm                                | 75 mm                                | 75 mm                                | 75 mm                                |      |
| Slag                   | 74 mm                                | 74 mm                                | 74 mm                                | 74 mm                                                                 | 82 mm                                | 74 mm                                | 74 mm                                | 74 mm                                | 85 mm                                |      |
| Cilinderinhoud         | 653,8 cc                             | 653,8 cc                             | 653,8 cc                             | 653,8 cc                                                              | 649,3 cc                             | 653,8 cc                             | 653,8 cc                             | 653,8 cc                             | 751,0 cc                             |      |
| Carburateur(s)         | 1 x 28,5mm-Amal Monobloc 389         | 1 x 28,5mm-Amal Monobloc 389         | 1 x 28,5mm-Amal Monobloc 389         | 1 x 28,6mm-Amal Monobloc 389 vanaf 1971: 1 x 28mm-Amal Concentric 928 | 1 x 30mm-Amal Concentric 930         | 1 x 28,6mm-Amal Monobloc 389         | 2 x 28,6mm-Amal Monobloc 389         | 2 x 29,4mm-Amal Monobloc 389         | 2 x 30mm-Amal Concentric 930         |      |
| Smeersysteem           | Dry-sumpsysteem                      | Dry-sumpsysteem                      | Dry-sumpsysteem                      | Dry-sumpsysteem                                                       | Dry-sumpsysteem                      | Dry-sumpsysteem                      | Dry-sumpsysteem                      | Dry-sumpsysteem                      | Dry-sumpsysteem                      |      |
| Compressieverhouding   | 9:1                                  | 9:1                                  | 9:1                                  | 9:1                                                                   | 9:1                                  | 9:1                                  | 9:1                                  | 9:1                                  | 9,5:1                                |      |
| Max. Vermogen          | 38 pk bij 5.000 tpm                  | 38 pk bij 5.000 tpm                  | Onbekend                             | 46 pk bij 7.000 tpm                                                   | 46 pk bij 6.500 tpm                  | Onbekend                             | Onbekend                             | 52 pk bij 7.000 tpm                  | Onbekend                             |      |
| Topsnelheid            | 160 km/uur                           | 160 km/uur                           | 174 km/uur                           | 167 km/uur                                                            | Onbekend                             | 174 km/uur                           | Onbekend                             | 180 km/uur                           | Onbekend                             |      |
| Primaire aandrijving   | Triplexketting                       | Triplexketting                       | Triplexketting                       | Triplexketting                                                        | Duplexketting                        | Triplexketting                       | Triplexketting                       | Triplexketting                       | Triplexketting                       |      |
| Koppeling              | Meervoudige droge plaat              | Meervoudige droge plaat              | Meervoudige droge plaat              | Meervoudige droge plaat                                               | Meervoudige natte plaat              | Meervoudige droge plaat              | Meervoudige droge plaat              | Meervoudige droge plaat              | Meervoudige natte plaat              |      |
| Versnellingen          | 4                                    | 4                                    | 4                                    | 4                                                                     | 4                                    | 4                                    | 4                                    | 4                                    | 4                                    |      |
| Secundaire aandrijving | Ketting                              | Ketting                              | Ketting                              | Ketting                                                               | Ketting                              | Ketting                              | Ketting                              | Ketting                              | Ketting                              |      |
| Rijwielgedeelte        | Dubbel wiegframe                     | Dubbel wiegframe                     | Dubbel wiegframe                     | Dubbel wiegframe                                                      | Dubbel wiegframe                     | Dubbel wiegframe                     | Dubbel wiegframe                     | Dubbel wiegframe                     | Dubbel wiegframe                     |      |
| Voorvork               | Telescoopvork                        | Telescoopvork                        | Telescoopvork                        | Telescoopvork                                                         | Telescoopvork                        | Telescoopvork                        | Telescoopvork                        | Telescoopvork                        | Telescoopvork                        |      |
| Achtervork             | Swingarm                             | Swingarm                             | Swingarm                             | Swingarm                                                              | Swingarm                             | Swingarm                             | Swingarm                             | Swingarm                             | Swingarm                             |      |
| Remmen                 | Trommelremmen                        | Trommelremmen                        | Trommelremmen                        | Trommelremmen                                                         | Trommelremmen                        | Trommelremmen                        | Trommelremmen                        | Trommelremmen                        | Trommelremmen                        |      |
| Tankinhoud             | 18,2 liter                           | 18,2 liter                           | 18,2 liter                           | 13,6 liter                                                            | 18,2 liter                           | 9,1 of 18,2 liter                    | 9,1 of 18,2 liter                    | 18,2 liter                           | 11,4 of 18,2 liter                   |      |
| Droog gewicht          | ca. 160 kg                           | Onbekend                             | ca. 160 kg                           | 175 kg                                                                | 166 kg                               | Onbekend                             | Onbekend                             | 179 kg                               | Onbekend                             |      |
| Voorganger             | A10 Golden Flash                     | Geen                                 | A65 Star                             | A65 Star                                                              | A65T Thunderbolt                     | A10R Super Rocket                    | A10R Super Rocket                    | A65T/R Thunderbolt Rocket            | Geen                                 |      |
| Opvolger               | A65T Thunderbolt                     | Geen                                 | A65T Thunderbolt                     | T65 Thunderbolt                                                       | Geen                                 | A65L Lightning                       | A65L Lightning                       | Geen                                 | Geen                                 |      |

## Technische gegevens terrein / clubmanracers
| BSA                    | A65SH Spitfire Hornet                | A65H Hornet                          | A65FS Firebird Scrambler             |                                      | A65LC Lightning Clubman              | A65S Spitfire MkII                   | A65S Spitfire MkIII                  | A65S Spitfire MkIV |
| ---------------------- | ------------------------------------ | ------------------------------------ | ------------------------------------ | ------------------------------------ | ------------------------------------ | ------------------------------------ | ------------------------------------ | ------------------ |
| Periode                | 1964-1965                            | 1966-1967                            | 1968-1971                            | 1965                                 | 1966                                 | 1967                                 | 1968                                 |                    |
| Categorie              | Terreinmotor                         | Terreinmotor                         | Terreinmotor                         | Clubmanracer                         | Clubmanracer                         | Clubmanracer                         | Clubmanracer                         |                    |
| Motortype              | Stoterstangen kopklepmotor           | Stoterstangen kopklepmotor           | Stoterstangen kopklepmotor           | Stoterstangen kopklepmotor           | Stoterstangen kopklepmotor           | Stoterstangen kopklepmotor           | Stoterstangen kopklepmotor           |                    |
| Bouwwijze              | Dwarsgeplaatste staande paralleltwin | Dwarsgeplaatste staande paralleltwin | Dwarsgeplaatste staande paralleltwin | Dwarsgeplaatste staande paralleltwin | Dwarsgeplaatste staande paralleltwin | Dwarsgeplaatste staande paralleltwin | Dwarsgeplaatste staande paralleltwin |                    |
| Koeling                | Lucht                                | Lucht                                | Lucht                                | Lucht                                | Lucht                                | Lucht                                | Lucht                                |                    |
| Boring                 | 75 mm                                | 75 mm                                | 75 mm                                | 75 mm                                | 75 mm                                | 75 mm                                | 75 mm                                |                    |
| Slag                   | 74 mm                                | 74 mm                                | 74 mm                                | 74 mm                                | 74 mm                                | 74 mm                                | 74 mm                                |                    |
| Cilinderinhoud         | 653,8 cc                             | 653,8 cc                             | 653,8 cc                             | 653,8 cc                             | 653,8 cc                             | 653,8 cc                             | 653,8 cc                             |                    |
| Carburateur(s)         | 2 x 28,5mm-Amal Monobloc 389         | 2 x 29,4mm-Amal Monobloc 389         | 2 x 30mm-Amal Concentric 930         | 2 x 28,6mm-Amal Monobloc 389         | 2 x 29,4mm-Amal GP                   | 2 x 32mm-Amal Concentric 932         | 2 x 32mm-Amal Concentric 932         |                    |
| Smeersysteem           | Dry-sumpsysteem                      | Dry-sumpsysteem                      | Dry-sumpsysteem                      | Dry-sumpsysteem                      | Dry-sumpsysteem                      | Dry-sumpsysteem                      | Dry-sumpsysteem                      |                    |
| Compressieverhouding   | 9:1 of 11:1                          | 10,5:1 in 1967: 10:1 in 1968:9:1     | 10,5:1 vanaf 1969: 9:1               | 9:1                                  | 10,5:1                               | 10:1                                 | 9:1                                  |                    |
| Max. Vermogen          | 53 pk                                | 53 pk                                | 52 pk bij 7.000 tpm                  | 51 pk                                | 54 pk bij 6.900 tpm                  | 54 pk bij 6.900 tpm                  | 54 pk bij 6.900 tpm                  |                    |
| Topsnelheid            | Onbekend                             | Onbekend                             | Onbekend                             | 193 km/uur                           | 198 km/uur                           | 198 km/uur                           | 198 km/uur                           |                    |
| Primaire aandrijving   | Triplexketting                       | Triplexketting                       | Triplexketting                       | Triplexketting                       | Triplexketting                       | Triplexketting                       | Triplexketting                       |                    |
| Koppeling              | Meervoudige droge plaat              | Meervoudige droge plaat              | Meervoudige droge plaat              | Meervoudige droge plaat              | Meervoudige droge plaat              | Meervoudige droge plaat              | Meervoudige droge plaat              |                    |
| Versnellingen          | 4                                    | 4                                    | 4                                    | 4                                    | 4                                    | 4                                    | 4                                    |                    |
| Secundaire aandrijving | Ketting                              | Ketting                              | Ketting                              | Ketting                              | Ketting                              | Ketting                              | Ketting                              |                    |
| Rijwielgedeelte        | Dubbel wiegframe                     | Dubbel wiegframe                     | Dubbel wiegframe                     | Dubbel wiegframe                     | Dubbel wiegframe                     | Dubbel wiegframe                     | Dubbel wiegframe                     |                    |
| Voorvork               | Telescoopvork                        | Telescoopvork                        | Telescoopvork                        | Telescoopvork                        | Telescoopvork                        | Telescoopvork                        | Telescoopvork                        |                    |
| Achtervork             | Swingarm                             | Swingarm                             | Swingarm                             | Swingarm                             | Swingarm                             | Swingarm                             | Swingarm                             |                    |
| Remmen                 | Trommelremmen                        | Trommelremmen                        | Trommelremmen                        | Trommelremmen                        | Trommelremmen                        | Trommelremmen                        | Trommelremmen                        |                    |
| Tankinhoud             | 9,1 liter                            | 8,6 liter                            | 8,6 liter 1971: 11,4 liter           | 18,2 of 22,7 liter                   | 9,1 of 18,2 liter                    | 9,1 of 22,7 liter                    | 9,1 of 22,7 liter                    |                    |
| Droog gewicht          | 179 kg                               | 170 kg                               | ca. 175 kg                           | 179 kg                               | 174 kg                               | 174 kg                               | 174 kg                               |                    |
| Voorganger             | A10S Spitfire Scrambler              | A65SH Spitfire Hornet                | A65H Hornet                          | Geen                                 | A65LC Lightning Clubman              | A65S Spitfire MkII                   | A65S Spitfire MkIII                  |                    |
| Opvolger               | A65H Hornet                          | A65FS Firebird Scrambler             | Geen                                 | A65S Spitfire MkII                   | A65S Spitfire MkIII                  | A65S Spitfire MkIV                   | A75 Rocket 3                         |                    |

## Trivia

### Hutchinson 100
De Hutchinson 100 was een van de belangrijkste productieraces in het VK. Ze werd verreden op het circuit van Silverstone. In 1965 won Mike Hailwood in de stromende regen met een BSA A65LC Lightning Clubman. Hij versloeg daarbij de Triumph-fabrieksrijders Phil Read en Percy Tait. 

### James Bond: Thunderball (1965)

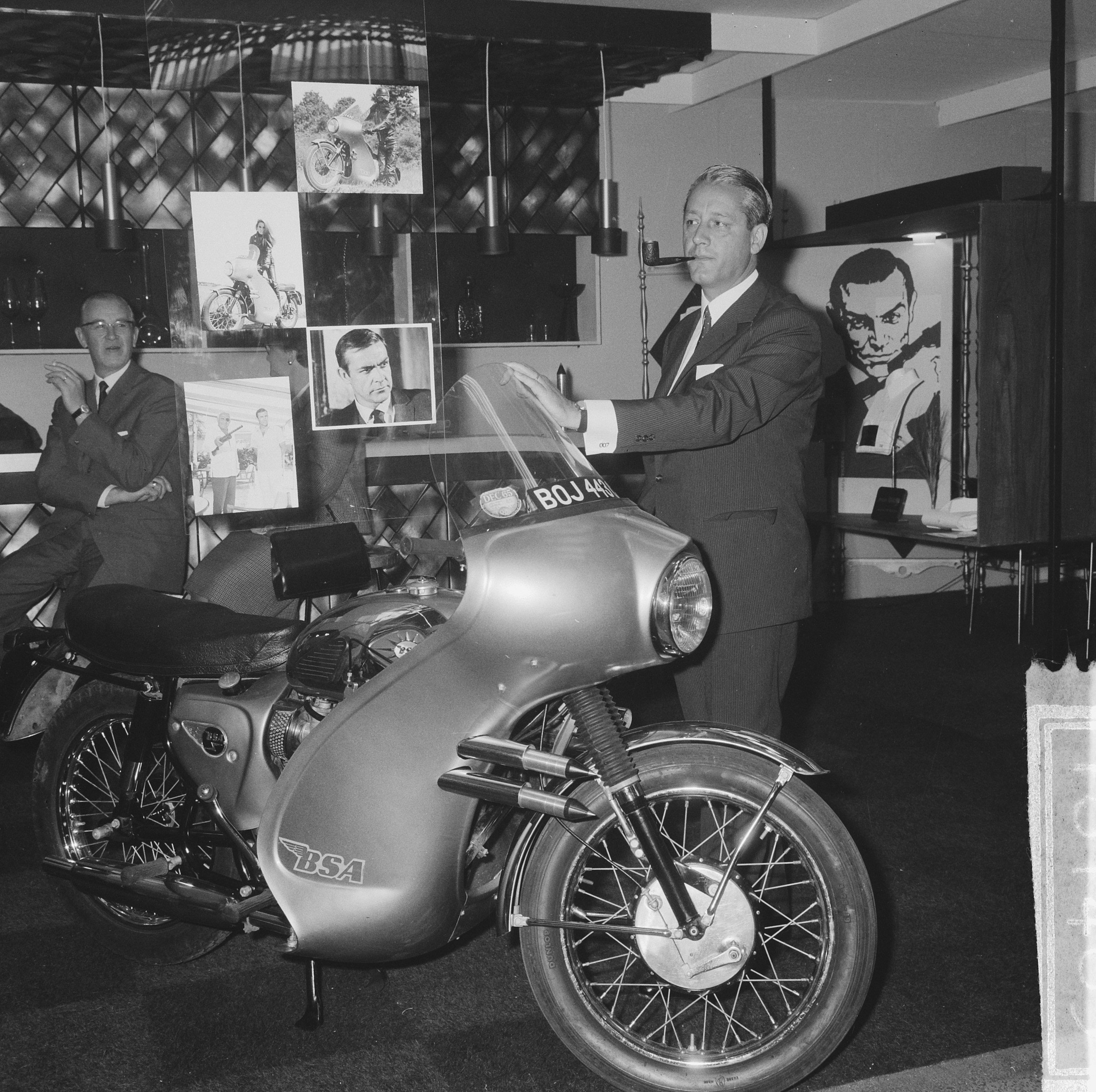
De BSA A65L Lightning met een Avon Avonaire--stroomlijnkuip en raketbuizen uit de film "Thunderball"

In de James Bondfilm Thunderball wordt Graaf Lippe (Guy Doleman) in zijn auto vanaf de motorfiets van Fiona Volpe (Luciana Paluzzi) beschoten met raketten. Die motorfiets was een BSA A65L Lightning met een Avon Avonaire--stroomlijnkuip waar de raketbuizen in geplaatst waren. Hij werd in werkelijkheid bereden door de toen 23-jarige motorcoureur Bill Ivy, die slechts 1,57 meter groot was en 50 kg woog. Met een blonde pruik kon hij daardoor goed doorgaan voor een vrouw.

## Tijdlijn
| 1960-1973                 | 1960-1973                 | 1960-1973                 | 1960-1973                 | 1960-1973                 | 1960-1973               | 1960-1973          | 1960-1973           | 1960-1973                | 1960-1973                | 1960-1973                | 1960-1973                | 1960-1973        | 1960-1973       |
| ------------------------- | ------------------------- | ------------------------- | ------------------------- | ------------------------- | ----------------------- | ------------------ | ------------------- | ------------------------ | ------------------------ | ------------------------ | ------------------------ | ---------------- | --------------- |
| 1960                      | 1961                      | 1962                      | 1963                      | 1964                      | 1965                    | 1966               | 1967                | 1968                     | 1969                     | 1970                     | 1971                     | 1972             | 1973            |
| ← A10 Golden Flash        | ← A10 Golden Flash        | A65 Star                  | A65 Star                  | A65 Star                  | A65 Star                | A65T Thunderbolt   | A65T Thunderbolt    | A65T Thunderbolt         | A65T Thunderbolt         | A65T Thunderbolt         | A65T Thunderbolt         | A65T Thunderbolt | T65 Thunderbolt |
|                           |                           |                           |                           | A65 Police                |                         |                    |                     |                          |                          |                          |                          |                  |                 |
|                           |                           |                           |                           | A65R Rocket               |                         |                    |                     |                          |                          |                          |                          |                  |                 |
| ← A10R Super Rocket       | ← A10R Super Rocket       | ← A10R Super Rocket       | ← A10R Super Rocket       | A65T/R Thunderbolt Rocket | A65L Lightning          | A65L Lightning     | A65L Lightning      | A65L Lightning           | A65L Lightning           | A65L Lightning           | A65L Lightning           | A65L Lightning   |                 |
|                           |                           |                           |                           | A65L/R Lightning Rocket   | A65L/R Lightning Rocket |                    |                     |                          |                          |                          |                          | A70L             |                 |
| ← A10S Spitfire Scrambler | ← A10S Spitfire Scrambler | ← A10S Spitfire Scrambler | ← A10S Spitfire Scrambler | A65SH Spitfire Hornet     | A65SH Spitfire Hornet   | A65H Hornet        | A65H Hornet         | A65FS Firebird Scrambler | A65FS Firebird Scrambler | A65FS Firebird Scrambler | A65FS Firebird Scrambler |                  |                 |
|                           |                           |                           |                           |                           | A65LC Lightning Clubman | A65S Spitfire MkII | A65S Spitfire MkIII | A65S Spitfire MkIV       | A75 Rocket 3             | A75 Rocket 3             | A75 Rocket 3             | A75 Rocket 3     |                 |